# Bronisław Knaster
Bronisław Knaster (22 mai 1893 à Varsovie – 3 novembre 1980 à Wrocław) est un mathématicien polonais, spécialiste de topologie et de théorie des ensembles et membre de l'école mathématique de Varsovie.

## Biographie
Knaster obtient sa thèse en 1922 à l'université de Varsovie sous la direction de Stefan Mazurkiewicz et passe son habilitation en 1925. Après quelques années en Italie, il retourne à Varsovie. Il enseigne dès 1939 à l'université de Lwów, puis à partir de 1945 à celle de Wrocław.
De 1937 à 1946, il est secrétaire de la Société mathématique de Pologne. En 1963, il reçoit la Nagroda państwowa (haute distinction nationale).
Parmi ses étudiants de thèse figurent Janusz Jerzy Charatonik (pl), Roman Duda (pl) et Jerzy Mioduszewski (pl).
Son nombre d'Erdős est 2.